# Šavrov Š-1
Šavrov Š-1 (rusky: Шавров Ш-1) bylo první sovětské obojživelné letadlo. Letoun byl vytvořen v letech 1928-29 na podnět organizace Osoaviachim (DOSAAF) konstruktérem ing. Vadimem Borisovičem Šavrovem. Tento letoun se stal vzorem pro nejmasivnější sovětský hydroplán Šavrov Š-2. Šavrov Š-1 byl prvním letounem - amfibie toho druhu vyrobeným v Sovětském svazu.

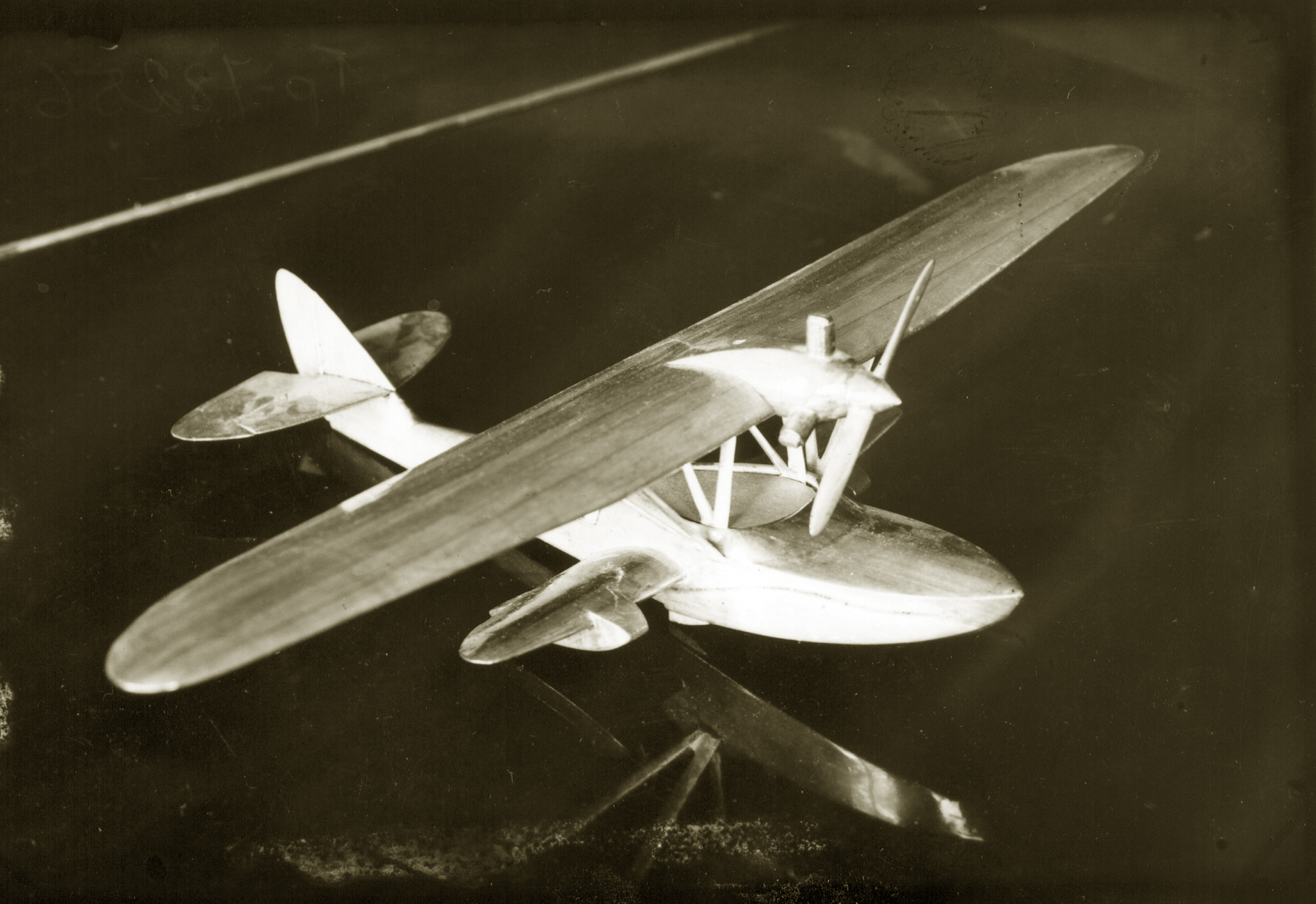
Model Š-1 pro aerodynamické zkoušky (1927)

## Vznik a vývoj
Konstrukční Oddělení vývoje námořního experimentálního letectví (OMOS) Ústředního úřadu pro letectví v Moskvě, vedeného Dmitrijem Pavlovičem Grigorovičem, se zabývalo vývojem hydroaviatiky v SSSR. V. B. Šavrov, který pracoval od roku 1925 v OMOS, se začal zajímat o myšlenku na vytvoření lehkého hydroplánu a na podzim roku 1926 připravil předběžný návrh takového letounu. Na konečné projektu s ním pracoval i konstruktér Viktor Lvovič Korvin-Kerber (Виктор Львович Корвин-Кербер). Model byl odzkoušen ve větrném tunelu Polytechnického ústavu.

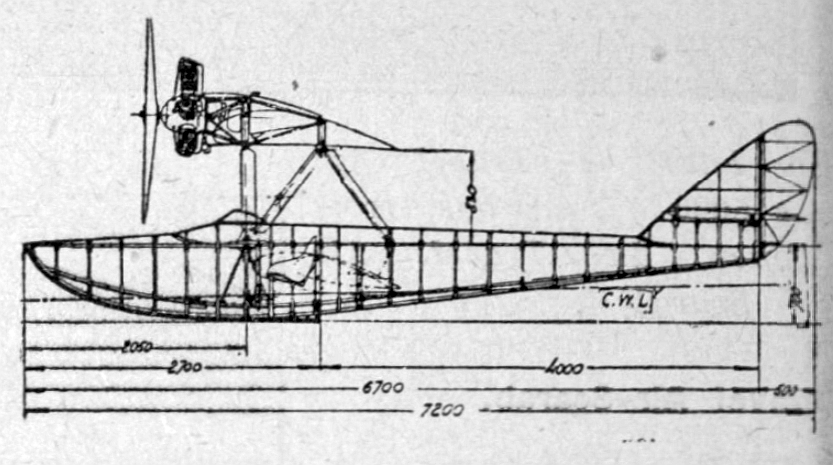
Šavrov Š-1 a Walter NZ-60 (skica 1), jeden z návrhů - na finální verzi byl motor Walter NZ-85

Po schválení předběžného návrhu Osoaviachimem a po uzavření smlouvy o konstrukci letadla (za 4 000 rublů) opustili moskevský OMOS a společně se přemístili do Leningradu (nynější Petrohrad). Když nepochodili se žádostí o stavbu letounu v letecké továrně GAZ č . 3 Rudý letec (Красный летчик), zahájili stavbu letounu sami 16. dubna 1928. Všechny hlavní komponenty a sestavy letadla, včetně trupu a křídel byly postaveny a sestaveny v leningradském bytě V. Korvin-Kerbra. Trup se montoval v obývacím pokoji, křídla v dětském. Letoun byl po 13 měsících hotov a na lanech spuštěn oknem ze 3. patra domu, kde byl Kerbrův byt. První pojíždění na řece Něvě bylo uskutečněno 4. června 1929 pilotem L. I. Giksou a první vzlet z vodní hladiny 21. června 1929 za pilotáže B. V. Glagolevem.

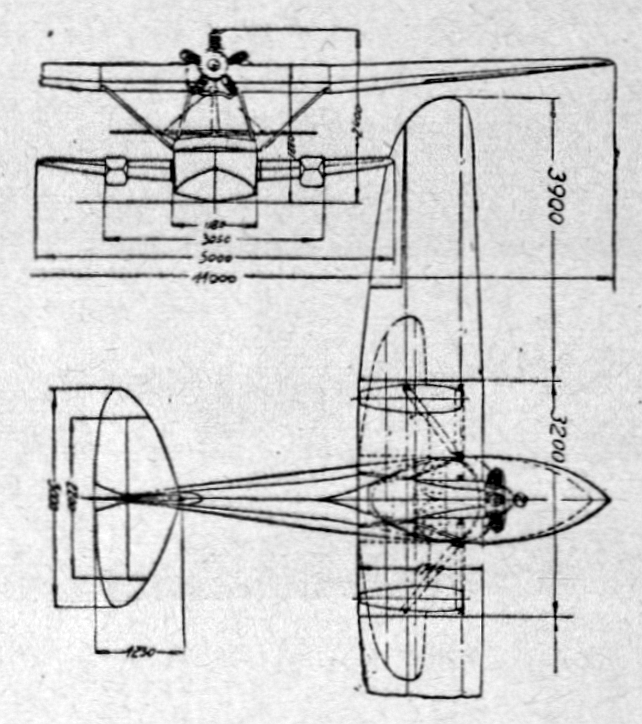
Šavrov Š-1 a Walter NZ-60 (skica 2)

Po skončení zkoušek a zalétání byl Š-1 ve smyslů původní dohody přeletěn 31. srpna 1929 z veslařského přístaviště na Něvě v Leningradě na Frunzeho ústřední letiště v Moskvě, po předvedení v září 1929 byl přeletěn zpět a předán objednateli - leningradské pobočce Osoaviachimu k agitačním, předváděcím letům.

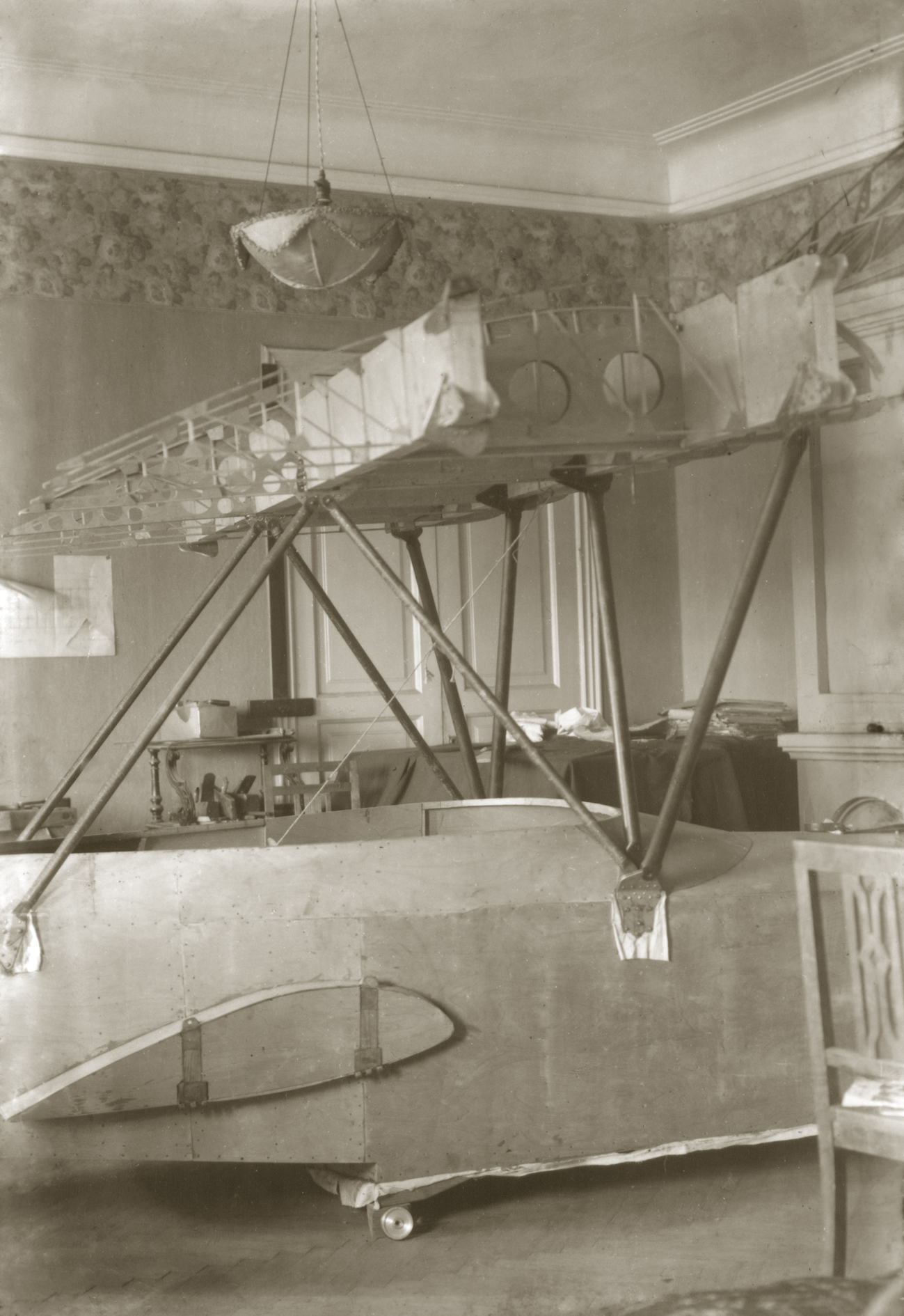
"Bytová" fáze výstavby letounu Šavrov Š-1 v obývacím pokoji (1928)

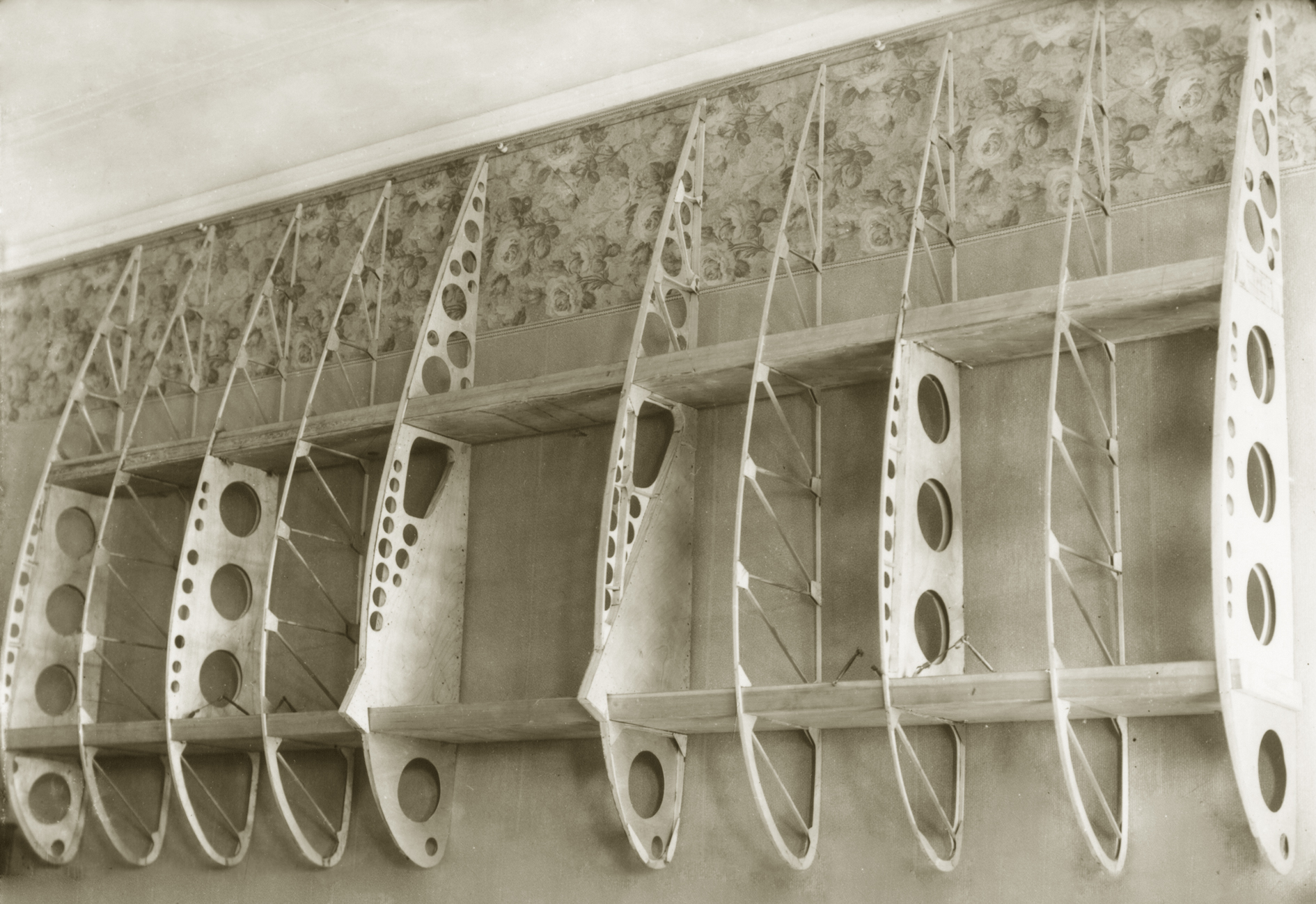
"Bytová" fáze výstavby letounu Šavrov Š-1 v dětském pokoji (1928)

## Popis letounu

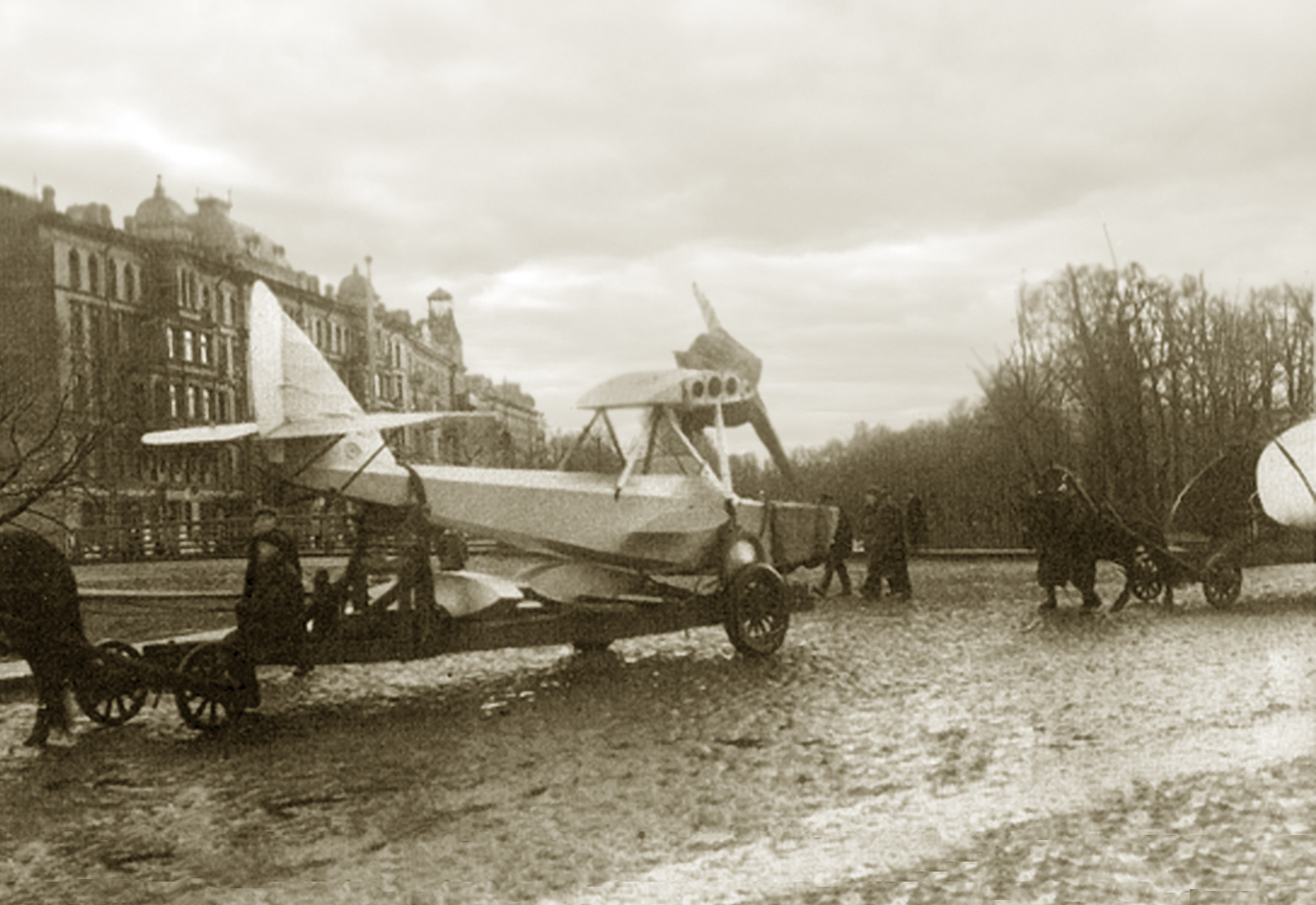
Šavrov Š-1 je převážen na letiště (1928)

Byl to třímístný dvouplošník, létající člun smíšené konstrukce. Člun, konzoly křídla a ocasní části byly z masivního dřeva s překližkou a plátěným potahem.
Letadlo bylo schopné startu a přistání z vody i ze země (amfíbie). Konstrukce letadla byla z větší části dřevěná potažená plátnem, duralovými plechy byl obložen jen centroplán (střední část křídla) z důvodu ochrany potahu i konstrukce křídla před horkými výfukovými plyny. Tvar průřezu dna člunu umožňoval provoz letadla při vlnách do výše až 0,3 m.
Trup měl tvar člunu. Trup byl přepážkami rozdělen na pět vodotěsných oddílů, přičemž v jednom z nich, umístěném pod centroplánem křídla asi ve 40% hloubky křídla, byl umístěn kokpit. V kokpitu (kabině) byly vedle sebe umístěny dvě sedačky, přičemž na levé z nich (ve směru letu) seděl pilot a na pravé buď pilot-žák nebo palubní mechanik. Za nimi byla umístěna třetí sedačka, na níž seděl pasažér.
Horní křídlo bylo výrazně s větším rozpětím než křídlo spodní, byl to tedy jedenapůlplošník (sesquiplane). V horním křídle byly palivové nádrže o objemu 60 l. Dolní samonosné křídlo bylo umístěno téměř na čáře ponoru trupu, přičemž jeho součástí byly boční vyrovnávací plováky. Řízení bylo dvojité s lankovým vedením od řídících pák ke kormidlu.
Obojživelné přistávací zařízení bylo vybaveno ručně zatahovatelným podvozkem. Podvozek se skládal ze dvou podvozkových noh odpružených svazky gumových provazců, disky kol byly nekapotované. Namísto kol bylo možné v zimních měsících namontovat lyže, speciálně navržené pro tento typ. Zvedání a vysouvání podvozku se provádělo otáčením kliky vedenou skrz štěrbinu v trupu, která byla umístěna uprostřed přístrojové desky. Podvozkové nohy s koly nebo lyžemi se pomocí lanek posouvaly po obloukovitých kolejničkách umístěných zvenku na trupu a zajišťovaly se v horní nebo dolní poloze. V případě přistání na vodě spuštěný podvozek výrazně zkracoval délku přistávací dráhy.
Původně navrhovaný a na modelu "instalovaný" tříválcový hvězdicový motor o výkonu 40 k byl pro vlastní stavbu letounu nahrazen československým hvězdicovým motorem Walter NZ-85. Francouzský Le Document Aéronautique přinesl v červnu 1929 (s odkazem Technique de la Flotte Aérienne ze srpna 1928) zprávu, že ing. "Chavrov" staví hydroplán s hvězdicovým motorem Walter NZ-60. Skutečnost však byla jiná, v definitivní verzi byl Walter NZ-85. Motor byl namontován podél osy symetrie letadla na náběžné hraně horního křídla, které bylo nad trupem přichyceno nosníky z ocelových trubek.

## Použití
Při jednom z předváděcích letů 26. února 1930 za pilotáže Valerijem Pavlovičem Čkalovem (pozdější Hrdina Sovětského svazu) a mechanikem Ivanovem letoun havaroval při letu z Leningradu do Boroviči. Při letu ve velmi špatném počasí se pilot držel nízko nad zemí, podél trati Petrohrad - Moskva, kterou provozuje společnost Říjnová železnice (Октябрьская Железная Дорога), a zachytil o semafor u tratě poblíž stanice Vjalka (Вялка) v Novgorodské oblasti. Posádka se při havárii sice nezranila, ale letoun byl nenávratně poškozen.
Letů Šavrova Š-1 se na svobodě nedočkal jak V. L. Korvin-Kerber tak ani D. P. Grigorovič. Oba byli 29. září 1929 zatčeni, obviněni ze špionáže a deportováni do koncentračního tábora (в концлагерь).

## Uživatelé
- Sovětský svaz
  - Osoaviachim

## Specifikace
Údaje dle

### Technické údaje
- Posádka: 2 (pilot a žák nebo mechanik)
- Kapacita: 1 cestující
- Rozpětí křídla: 10,7 m
- Délka: 7,7 m
- Výška: 3,1 m
- Nosná plocha: 20,3 m2
- Plošné zatížení: 39,0 kg/m2
- Hmotnost prázdného letounu: 535 kg
- Vzletová hmotnost: 790 kg
- Pohonná jednotka: vzduchem chlazený hvězdicový sedmiválcový motor Walter NZ-85
  - nominální výkon: 85 k (62,5 kW) při 1400 ot/min
  - vzletový výkon: 100 k (73,5 kW) při 1750 ot/min
- Vrtule: dřevěná, dvoulistá vrtule s pevnými listy o průměru 2,35 m

### Výkony
- Maximální rychlost: 127 km/h
- Cestovní rychlost: 120 km/h
- Přistávací rychlost: 65 km/h
- Dolet: 400 km
- Vytrvalost: 3 h
- Dostup: 2 470 m
- Stoupavost: do 1 000 m 17,5 min., do 2 000 m 52 min.